# Хуту
Ху́ту (также упоминаются как бху́тту или бахуту) — этническая или социальная группа в центральной Африке, основное население Руанды и Бурунди. Согласно данным Центрального разведывательного управления США, 84 % населения Руанды и 85 % населения Бурунди являются хуту. Исторически основным занятием хуту было земледелие, говорят в основном на языках группы банту, доминирующая ныне религия — католицизм.

## История
Хуту переселились в район Великих Африканских озёр в I веке с севера, вытесняя пигмеев тва, которые занимали к тому времени доминирующее положение в области.
В XV веке хуту были покорены тутси. Власть тутси над хуту поддерживалась Бельгией до 1962 года, пока регион не был поделён на Руанду и Бурунди, получив независимость.

### Конфликты с тутси
Ко времени геноцида в Руанде деление на хуту и тутси носило больше социальный характер, между этими этническими группами уже не было языковых и культурных различий, а физические различия во многом стёрлись из-за межэтнических браков, хотя до сих пор распространено представление, что хуту ниже ростом, и что их кожа темнее. Со времён бельгийского колониального правительства национальность была записана в идентификационной карточке руандийца, при этом запись о национальности ребёнка соответствовала записи о национальности его отца. То есть, если отец был записан как хуту, то все его дети считались хуту, даже если их мать была из тутси.
После обретения Бурунди независимости в 1962 году хуту получили преимущество во власти Руанде, в последующие десятилетия в стране произошли два геноцида. В 1972 году произошли массовые убийства хуту армией тутси (общее число жертв оценивается от 15 000 по официальным данным до сотен тысяч по данным хуту и исследователей), а в 1994 году — массовые убийства тутси со стороны хуту. 800 000 были убиты, суммарно в результате конфликта погибло около миллиона человек (14 % населения Руанды). Оба геноцида описаны в заключительном докладе Международной комиссии по расследованиям в Бурунди и представлены Совету Безопасности Организации Объединённых Наций в 2002 году.
Из-за конфликтов между хуту и тутси обстановка в регионе Великих Африканских озёр остаётся напряжённой.